# Libra de Isla de Francia y de Borbón
La libra de Isla de Francia y de Borbón o bien libra de Isla de Francia y Bonaparte desde 1806 a 1810 o informalmente como libra de las Mascareñas era una unidad monetaria intermitente surgida de la libra francesa que circulaba en las actuales islas de Mauricio, Reunión y dependencias, y surgió como petición de la colonia a causa de la necesidad monetaria.
Fueron acuñadas en vellón con ceca en París desde 1779 hasta 1781, dos modelos parecidos del mismo valor, hasta que después de la Revolución francesa comenzó a circular en 1793 también el franco francés.
A la colonia conjunta se le cambió el nombre a Isla de Francia y Reunión en 1793 y en 1803 se comenzó a usar las monedas de la India francesa, renombrándola como Isla de Francia y Bonaparte en 1806, pero durante el Imperio napoleónico se acuñó nuevamente para la colonia en 1810 una moneda propia de plata de 10 libras.
Aunque en dicho año fueran ocupadas por los británicos, las libras y sueldos franceses seguirían circulando en las dependencias que continuaban siendo francesas y en las que se devolvieron, hasta la acuñación en la colonia del franco reunionés en 1816, y también en la colonia británica hasta el surgimiento del dólar del ancla mauriciano en 1820 y luego la libra de Mauricio en 1822.

## Historia
La isla de Reunión o como se conocía entonces Isla de Borbón, fue colonizada en 1662 por los franceses durante el reinado de Luis XIV, aunque la toma de posesión haya sido en 1642, pasando a depender de las Compañía Francesa de las Indias Orientales —que en el sudeste de Madagascar habían fundado Fort-Dauphin en 1646 pero sería abandonado en 1674 y se refundaría en el siguiente siglo— y en 1691 colonizaron la lejana isla de Rodrigues, las cuales utilizaban la libra francesa y por su escasez, el real de a ocho español.
La vecina isla de Mauricio o como se llamaría posteriormente Isla de Francia fue primero colonizada por la Compañía Neerlandesa de las Indias Orientales en 1638, por lo que circuló el dólar del león de las Indias o leeuwendaalder o lion dollar (en inglés) y el Rijksdaalder neerlandés o dólar imperial, pero abandonó la colonia en 1710.
Finalmente en 1715 la isla de Mauricio fue ocupada por los franceses, por lo que en esta época junto con Reunión y Rodrigues comenzaron a circular las primeras monedas de la India francesa con ceca de Pondicherry. Las que se acuñaron eran de 1 pagoda de oro, 1 y ½ fanon de bronce y de plata, 1 y ½ doudou de cobre y la de menor valor de 1 cache de bronce y de cobre.
También utilizaban dichas monedas la isla adyacente de la costa nororiental malgache de Santa María desde 1750 a 1754 (colonizadas definitivamente desde 1820), las islas Seychelles cuya toma de posesión había sido en 1756 y que comenzarían a ser pobladas de forma permanente en 1768 y en el sudeste malgache nuevamente se refundaría Fort-Dauphin en 1768 pero fracasaría en 1770. Todas estas monedas se utilizaron hasta que en 1769 dicha compañía francesa quebró y pasó a manos de la Corona, por lo que se volvió a usar las libras francesas que con los años comenzarían a escasear.
Durante el período del rey Luis XVI de Francia, se acuñaron en 1779 con ceca en París las primeras monedas propias de la colonia conjunta de Isla de Francia y de Borbón, y circularon hasta 1793, fecha que se la renombró como Isla de Francia y Reunión y que colonizaron la muy lejana isla Diego García del archipiélago de Chagos, convirtiéndose la colonia de islas del océano Índico en un departamento de ultramar durante la Primera República francesa, comenzando así a circular también el franco. Entre 1794 y 1811 las dependientes islas Seychelles fueron ocupadas por los Imperio británico.
La colonia conjunta de Islas de Francia y Bonaparte como habían sido renombradas en 1806, volvieron a depender de la India francesa desde 1803 hasta 1809 y comenzaron a circular sus monedas aún existentes de la ceca de Pondicherry (ocupación británica intermitente desde 1761-1765, 1774-1776, 1778-1783, 1785-1787 y 1793-1816), también circularon en las nórdicas islas Agalega recién colonizadas en 1808, hasta que en 1810 se acuñó una gran moneda de 10 libras isleñas de plata.
Si bien la isla de Rodrigues había sido ocupada por los británicos en 1809, la de Reunión el 9 de julio de 1810, la de Mauricio el 6 de diciembre del mismo año con las islas Cargados Carajos y en 1814 las islas Agalega, las de Chagos y nuevamente las de Seychelles, tuvieron que devolver la isla de Reunión al restaurado reino de Francia en 1815, luego del Tratado de París.
Aunque en 1810 las islas de Mauricio y Reunión fueran ocupadas por el Imperio británico, y esta última fuera devuelta en 1815, las libras mascareñas seguirían circulando en las dependencias que seguían siendo francesas, hasta la acuñación en la colonia francesa del franco reunionés en 1816 y en la colonia británica el dólar del ancla mauriciano en 1820 y luego la libra de Mauricio en 1822.

## Monedas
Se acuñaron entre 1779 y 1781 dos tipos de monedas fraccionarias de la libra de Isla de Francia y de Borbón, todas en vellón del mismo valor que circularon oficialmente hasta 1793, aunque se siguieran utilizando, y en 1810 una gran moneda de plata que circuló en algunas islas más allá de 1822, inclusive en la isla Mauricio que crearía su libra isleña bajo el Imperio británico. Esta libra colonial francesa poseía una paridad cambiaria con la libra francesa y estaba subdividida en 20 sueldos (sols/sous), cada uno equivalía a 5 céntimos de franco francés:
- 3 sols con fechas de 1779, 1780 y con cambios de algunos detalles y el nombre a 3 sou en 1781; en el anverso con el escudo borbón francés coronado, formado por las tres flor de lis, orlado con la escritura mayúscula en francés abreviado LOUIS XVI.R.DE FR..ET.DE NAV. (Luis XVI, rey de Francia y de Navarra), y en el reverso con las escrituras encolumnadas 3 SOLS / SOUS orlado por ISLES DE FR.ET DE BOURBON (islas de Francia y de Borbón).

- 10 libras con fecha de 1810, en el anverso con un águila imperial coronada, orlada con una escritura francesa en mayúsculas ISLES DE FRANCE ET BONAPARTE (islas de Francia y Bonaparte), y en el reverso con la escritura encolumnada DIX LIVRES (diez libras) orlada con dos laureles enlazados por encima del año de emisión.